# Йоганн Ріхтер
Йоганн Ріхтер (нім. Johann Richter; 15 лютого 1896 — 18 серпня 1975) — австрійський футболіст. Зіграв у десяти матчах за збірну Австрії в 1923—1927 роках. У складі віденського «Рапіду» чемпіон Австрії, володар Кубка Австрії і фіналіст Кубка Мітропи 1927.

## Титули і досягнення
- Чемпіон Австрії (1):

«Рапід» (Відень): 1922–1923
- Володар Кубка Австрії (1):

«Рапід» (Відень): 1926–1927
- Фіналіст Кубка Мітропи (1):

«Рапід» (Відень): 1927